# PWS-8
PWS-8 – polski samolot sportowy skonstruowany w 1929 w Podlaskiej Wytwórni Samolotów, zbudowany w jednym egzemplarzu.

## Historia
Samolot został zaprojektowany w 1929 przez inż. Jarosława Naleszkiewicza w Podlaskiej Wytwórni Samolotów, z własnej inicjatywy fabryki, jako jeden z kilku samolotów przeznaczonych specjalnie do uczestnictwa w Międzynarodowych Zawodach Samolotów Turystycznych Challenge 1930. Był to drewniany dwupłatowiec, częściowo wzorowany na znanym brytyjskim samolocie sportowym de Havilland Gipsy Moth. Podobnie, jak w samolotach wojskowych projektu PWS (PWS-5, PWS-6), zastosowano w nim między płatami nietypowe rozpórki w kształcie litery N i skośne zastrzały usztywniające, zamiast drutów (przez to oraz zastosowany silnik gwiazdowy, był podobny do brytyjskiego samolotu Handely Page Gugnunc). 
Jedyny prototyp został oblatany na przełomie 1929/1930 roku przez Franciszka Rutkowskiego. Był on po zbudowaniu 65 kg cięższy, niż zakładano. Początkowo był wyposażony w silnik gwiazdowy Armstrong Siddeley Genet o mocy 80 KM, lecz późną wiosną 1930 zamieniono go na nieco silniejszy Walter Vega 85 KM. Zmieniono również kształt statecznika pionowego i steru kierunku, zmniejszono wycięcie pośrodku krawędzi spływu górnego płata i usunięto początkowe zastrzały pomiędzy góra kadłuba a dolnym płatem.  

## Użycie
Prototyp, ze znakami rejestracyjnymi SP-ADA, wziął udział w zawodach Challenge 1930 w lipcu 1930, pilotowany przez Piotra Dudzińskiego. Został on jednak zdyskwalifikowany za przekroczenie czasu lotu okrężnego wokół Europy, aczkolwiek ukończył lot poza konkursem. 
Później samolot był przez krótki okres używany przez Klub Lotniczy przy Podlaskiej Wytwórni Samolotów. PWS-8 był konkurentem samolotu PZL.5, który jednak był bardziej udany. Szczególnie wadą była niska prędkość. 

## Opis techniczny
Dwupłat zastrzałowy o konstrukcji drewnianej. Kadłub o przekroju prostokątnym, zaokrąglony od góry, kryty sklejką oraz blachą duralową w części osłony silnika. Prostokątne trzyczęściowe, dwudźwigarowe płaty z zaokrąglonymi końcówkami, kryte płótnem i sklejką w przedniej części, dolny płat o mniejszej rozpiętości (9 m). Skrzydła były składane do tyłu (szerokość po złożeniu - 2,95 m). Lotki tylko na dolnym płacie. Usterzenie drewniane, kryte płótnem. Śmigło dwułopatowe, drewniane.
Załoga dwuosobowa, siedząca w odkrytych kabinach jedna za drugą, z wiatrochronami od przodu. Kabiny miały podwójne sterownice (w przedniej kabinie wyjmowany drążek sterowy). Za tylną kabiną był bagażnik, który można było zamienić na trzecią kabinę. 
Podwozie stałe, trójgoleniowe, w układzie klasycznym, z płozą ogonową.